# Мис Кета
Мис Кета (на италиански: Myss Keta), псевдоним, графично изписван като M¥SS KETA (...), е италианска певица и рапърка.

## Биография
Персонажът на Мис Кета се ражда през август 2013 г. от идеята на колектива Мотел Форлани, който желае да улови духа на времето на миланската ъндърграунд култура. Ключови фигури на проекта са продуцентът Стефано Рива, режисьорът Симоне Ровелини и графичният дизайнер Дарио Пигато. Първият сингъл Milano, sushi & coca (препратка към албума Sushi & Coca на група Марта суй Туби) излиза през октомври същата година заедно с видеоклип в Ютюб. Той получава голям медиен отзвук заедно с поредица от критики, насочени към предложеното провокативно съдържание.
През следващата година Мис Кета публикува песента „Разсеяна илюзия“ (Illusione distratta), а след това започва дейността си с още по-голяма убедителнност през пролетта на 2015 г. Във видеото „Бурка на Гучи“ (Burqa di Gucci) тя за първи път носи воал, покриващ лицето ѝ от носа, заедно с чифт слънчеви очила. Тази визия, която гарантира анонимността на певицата, става отличителна черта на персонажа, като се предлага под различни форми във всички нейни следващи публични изяви. С видеото на сингъла „Момичетата от Порта Венеция“ (Le ragazze di Porta Venezia) биват представени сътрудничките ѝ Миуча Панда, Донатела, ла Прада, ла Ча-Ча и ла Ибан, които придружават певицата по време на концертите. Във видеото участват и певиците Елоди, Ла Пина, Рошел, Пристис и Джоан Тиле.
В началото на 2016 г. Мис Кета публикува микстейпа „Ангелът с вечерното очило“ (L'angelo dall'occhiale da sera), изграден основно върху образци на музика от 60-те и 70-те години. В края на годината излиза компилацията L'angelo dall'occhiale da sera: Col cuore in gola. На 23 юни 2017 г. излиза EP-то ѝ „Ледено карпачо“ (Carpaccio ghiacciato), издаден от лейбъла Ла Темпеста Диски, придружен от сингъла Xananas – първата песен на Кета, продуцирана от Populous.
На 20 април 2018 г. излиза първият ѝ албум – „Живот с главни букви“ (Una vita in Capslock)) с лейбъла на Юнивърсъл Рекърдс. Дискът симулира слизане в ада между социални проблеми и вътрешни демони, за да се достигне до катарзиса в последните две песни.
На 4 декември излиза автобиографията „Жена, която има значение“ (Una donna che conta), която разказва за измисления живот на персонажа на Мис Кета.
На 29 март 2019 г. излиза вторият ѝ албум „Червен пипер“ (Paprika), от жанр, най-близък до трапа, който вижда серия от сътрудничества с изпълнители от италианската поп сцена, включително Гуе Пекеньо, Уейн Сантана от Дарк Поло Генг, Елоди, Габри Понте и Махмуд.
Мис Кета участва в два трибют албума LB/R: La Bellezza Riunita, посветен на „белите дискове“ на Лучо Батисти, и SuOno, посветен на Йоко Оно. Тя също така пее заедно с Ариза в сингъла DJ на m **** на Ло Стато Сочале и със Субсоника в новата версия на Depre.
По време на Фестивала на италианската песен в Санремо 2020 тя води заедно с Никола Савино L'altro Festival – ново издание на Dopo Festival, излъчван ексклузивно по RaiPlay. На третата вечер от Фестивала в Санремо, посветена на кавърите, тя пее с Елетра Ламборгини песента Non succederà più на Клаудия Мори и Адриано Челентано.
На 29 октомври 2020 г. изпълнителката обявява новото си EP, планирано да излезе на 13 ноември 2020 г., озаглавено „Небето не е граница“ (Il cielo non è un limite). Излизат два нейни сингъла: Giovanna Hardcore и Due, пуснати съответно на 28 август 2020 г. и 6 ноември 2020 г.
През 2021 г. излиза втората част на EP-то – Il cielo non è un limite - Lato B.
На 7 май 2021 г. излиза албумът Djungle на TY1 (Диджей Тайон), в който Мис Keta участва в песента Hit or MYSS. Записът достига 6-та позиция в Класацията на FIMI.
На 18 юни 2021 г. на платформата Prime Video е пуснат вторият сезон на телевизионната програма Celebrity Hunted: Manhunt, където Мис Кета е състезателка и победителка заедно със своята колежка и приятелка Елоди.

## Музикален стил
Музикалният стил на Мис Кета е между различни жанрове, но се доближава до рапа със силен компонент на електронната музика и с пънк нагласа. Сред нейните влияния тя цитира жанра на фиджет хаус и изпълнители като Мадона, Пийчез, Мис Китин (която я вдъхновява за името), Лейди Гага, Джо Скуило и Рафаела Кара. Текстовете ѝ говорят с ироничен и непочтителен тон за ВИП и за бляскавия свят на Милано, секса, наркотиците и пиенето.

## Дискография

### Студийни албуми
- 2018 – Una vita in Capslock
- 2019 – Paprika

### Микстейпове
2016 – L'angelo dall'occhiale da sera

### Компилации
2016 – L'angelo dall'occhiale da sera: Col cuore in gola

### EP-та
- 2017 – Carpaccio ghiacciato
- 2020 – Il cielo non è un limite
- 2021 – Il cielo non è un limite - Lato B

### Сингли

#### Като основна изпълнителка
- 2013 – Milano, sushi & coca
- 2014 – Illusione distratta
- 2015 – In gabbia (non ci vado)
- 2015 – #Fighecomeilpanico
- 2015 – Burqa di Gucci
- 2015 – Le ragazze di Porta Venezia
- 2016 – Musica elettronica
- 2017 – Xananas
- 2018 – Una vita in Capslock
- 2018 – Stress
- 2018 – Botox
- 2018 – Una donna che conta
- 2018 – Monica
- 2018 – You Be (Opulenza Remix) (feat. Jerry Bouthier e Club Domani)
- 2019 – Main Bitch
- 2019 – Pazzeska (feat. Гуе Пекеньо)
- 2019 – La casa degli specchi (с Габри Понте)
- 2019 – Le ragazze di Porta Venezia - The Manifesto (feat. Ла Пина, Елоди, Пристис, Джоан Тиле и Рошел)
- 2020 – Giovanna Hardcore
- 2020 – Due
- 2020 – Rider Bitch (feat. Лили Меравиля)

#### Като гост изпълнителка
- 2018 – Adoro (Ил Паганте feat. Мис Кета)
- 2019 – DJ di m**** (Ло Стато Сочале feat. Ариза и Мис Кета)
- 2020 – LTM (Паола Йеци feat. Мис Кета)
- 2020 – House of Keta (Populous feat. Мис Кета и Кенджи)
- 2020 – Faccio soldi (Майк Ленън feat. Мис Кета)
- 2021 – Hit or MYSS (DJ Tayone feat. Мис Кета)
- 2021 – La cassa spinge (Федец feat. Crookers, Мис Кета, Дарджен Д'Амико)

### Участия
- 2016 – Stile libero (Гая Галиция feat. Мис Кета в Episodio 1: Piombo)
- 2019 – Kiss Kiss Kiss (Мис Кета & Рива в SuONO - The Italian Indie Tribute to Yoko Ono)
- 2019 – Depre (Субсоника feat. Мис Кета в Microchip temporale)
- 2020 – Non succederà più (Елетра Ламборгини feat. Мис Кета в Twerking Queen (el resto es nada))
- 2020 – La metro eccetera (Sparber NYC MTA Mix) (Рива feat. Мис Кета в LB/E La bellezza eccetera)
- 2020 – Brigitte RMX (Пристис feat. Myss Keta в Rendez-vous)
- 2021 – Dulce de leche (Myss Keta remix) (Boyrebecca feat. Мис Кета)

## Телевизионни програми
- Propaganda Live (LA7, 2019) - гост
- L'altro Festival (Rai Play, 2020) - съводеща
- Una pezza di Lundini (Rai 2, 2020) - гост
- Celebrity Hunted: Caccia all'uomo (Amazon Prime Video, 2021) - конкурентка победител

## Филмография

### Телевизия
- Benvenuti a casa mia - The sitcom – ситком, еп. 1x1 (Deejay TV, 2021) - гост

## Книги
- Una donna che conta, Rizzoli, 2018